# Tom Kristensen (dokumentarfilm)
|  | Denne artikel er oprettet af botten Steenthbot ud fra en ekstern database. Den kan derfor have sproglige fejl eller mangler. Denne skabelon kan fjernes efter kontrol af indholdet. |

 For alternative betydninger, se Tom Kristensen. (Se også artikler, som begynder med Tom Kristensen)
Tom Kristensen er en dansk dokumentarfilm fra 1945 instrueret af Hagen Hasselbalch.

## Handling
En optagelse af digteren Tom Kristensen, der i kafé Gilleleje i Nyhavn fremsiger sit digt "Nyhavn".

## Medvirkende
- Tom Kristensen